# Кастелана Сикула
Кастелана Сикула (итал. Castellana Sicula) је насеље у Италији у округу Палермо, региону Сицилија.
Према процени из 2011. у насељу је живело 3178 становника. Насеље се налази на надморској висини од 775 м.

## Становништво
| 1931. | 1936. | 1951. | 1961. | 1971. | 1981. | 1991. | 2001. | 2011. |
| ----- | ----- | ----- | ----- | ----- | ----- | ----- | ----- | ----- |
| 5.061 | 4.661 | 5.031 | 5.004 | 4.099 | 4.132 | 4.164 | 3.833 | 3.549 |